# کوشمای
کوشمای (به صربی: Kosmaj) یک کوه در صربستان است که در Sopot واقع شده‌است. کوشمای ۶۲۶ متر بالاتر از سطح دریا واقع شده‌است.